# Kasteel van Cropières
Het Kasteel van Cropières (Frans: Château de Cropières) is een kasteel in de Franse gemeente Raulhac. Het kasteel is een beschermd historisch monument sinds 1986.